# Imaginarna enota
Imaginarna enota i je v matematiki po definiciji rešitev enačbe
x2 = −1

## Opozorilo
Imaginarna enota ni enaka √(−1), saj je kvadratni koren definiran le za nenegativna števila. Uporaba takšne »enakosti« bi vodila v protislovje:
{\displaystyle -1=i\cdot i={\sqrt {-1}}\cdot {\sqrt {-1}}={\sqrt {-1\cdot -1}}={\sqrt {1}}=1}
Pravilo
{\displaystyle {\sqrt {a}}\cdot {\sqrt {b}}={\sqrt {a\cdot b}}}
je namreč veljavno le za realne, nenegativne vrednosti a in b. 
Za podrobnosti glejte kvadratni koren in veja (kompleksna analiza).

## Potencei
Potence števila i se ponavljajo:
{\displaystyle i^{1}=i}
{\displaystyle i^{2}=-1}
{\displaystyle i^{3}=-i}
{\displaystyle i^{4}=1}
{\displaystyle i^{5}=i}
{\displaystyle i^{6}=-1}
Ali splošno:
{\displaystyle i^{4n}=1}
{\displaystyle i^{4n+1}=i}
{\displaystyle i^{4n+2}=-1}
{\displaystyle i^{4n+3}=-i}

## Drugačen zapis
V elektrotehniki se imaginarna enota običajno zapisuje 
s črko j, da se izognemo zamenjavi 
s trenutno vrednostjo električnega toka, ki je običajno označena s črko i.